# Ibrahima Sory Bangoura (football)
 (avril 2025).
Pour les articles homonymes, voir Ibrahima Sory Bangoura et Bangoura.
Ibrahima Sory Bangoura, né le 5 janvier 2004 à Conakry en Guinée, est un footballeur guinéen qui évolue au poste d'milieu de terrain au KRC Genk.

## Biographie
Formé à la Johnson Académie Sport en Guinée, Bangoura rejoint le club belge du KRC Genk à l'été 2022. Il intègre d'abord l'équipe réserve, le Jong Genk, où il participe à 47 rencontres en Challenger Pro League. Lors de la campagne réussie des U19 de Genk en UEFA Youth League, il est titulaire contre l’Atlético Madrid dans l’emblématique Estadio Metropolitano de Madrid.
Ses performances remarquées avec le Jong Genk lui valent une promotion en équipe première en janvier 2024. Il fait ses débuts avec l'équipe en championnat contre le Club Bruges au stade Jan Breydel. Le 28 mai 2024, il prolonge son contrat avec le KRC Genk jusqu'en juin 2028.